# Tugh
El tugh (turc: tuğ) era un emblema de poder reial dels antics turcs, generalment un estendard o bandera, o bé un tambor. El tugh s'esmenta per primer cop al segle viii en el kanat dels turcs occidentals. Es va mantenir fins al temps dels otomans, sota els quals era emblema de reialesa (i de participació del sultà directament al combat) o de virregnat o funcions inferiors delegades.